# مقاطعة بولك (أركنساس)
مقاطعة بولك (بالإنجليزية: Polk County)‏ هي إحدى مقاطعات ولاية أركنساس في الولايات المتحدة الأمريكية.